# مه‌ده‌آ آبراهامیان
مه‌ده‌آ وارطانی آبراهامیان (ارمنی: Մեդեա Վարդանի Աբրահամյան؛ زادهٔ ۸ مارس ۱۹۳۲ – درگذشته ۳ مارس ۲۰۲۱) نوازنده ویولنسل اهل ارمنستان بود؛

## زندگی‌نامه
وی در ۸ مارس ۱۹۳۲ در ایروان به دنیا آمد و از کنسرواتوار دولتی کومیتاس ایروان و کنسرواتوار مسکو فارغ‌التحصیل گشت. آبراهامیان از سال ۱۹۸۳ پروفسور کنسرواتوار دولتی کومیتاس ایروان می‌باشد وی برندهٔ جوایزی همچون هنرمند مردمی ارمنستان شوروی و جایزه دولتی اتحاد شوروی شده‌است. وی در ۳ مارس ۲۰۲۱ در سن ۸۸ سالگی در ایروان درگذشت.

## نگارخانه